# Joaquín Ferrándiz Ventura
Joaquín Ferrándiz Ventura (Valencia, 9 de diciembre de 1963) es un secuestrador, asesino y agresor sexual español, condenado en 2000 a 69 años de prisión por cinco asesinatos. 
El 22 de julio de 2023 salió en libertad, tras haber cumplido 25 años en prisión.

## Primeros años
Ferrándiz nació en la provincia española de Valencia, el 9 de diciembre de 1963. Fue el primero de tres hermanos.

## Primera violación y encarcelamiento
El primer crimen de Ferrándiz tuvo lugar el 6 de agosto de 1989, cuando atropelló deliberadamente a una motociclista de 18 años llamada María. El choque no fue fatal, pero la víctima se rompió el tobillo. Ferrándiz salió del coche y se acercó a María, fingiendo una disculpa e invitándola a subir a su vehículo para, según él, llevarla al hospital. Una vez dentro, la condujo a una zona aislada y la violó, antes de abandonarla posteriormente cerca del hospital. Ferrándiz fue identificado por otro automovilista que había presenciado la colisión. 
Ferrándiz fue arrestado y sentenciado a catorce años de prisión por este crimen. Durante su encarcelamiento, compartió su celda con otro criminal que había matado a su esposa. Después de su liberación, Ferrándiz imitaría el modus operandi de este compañero de celda en sus propios asesinatos. En 1995, fue puesto en libertad condicional tras una campaña de sus amigos y familiares que reclamaron su inocencia y denunciaron su internamiento como injusto. Su buen comportamiento durante su estancia en prisión, cuando colaboró en el boletín de la prisión La Saeta, fue citado como una razón para su liberación anticipada. 
Tras su excarcelación, Ferrándiz se trasladó a Castellón de la Plana con su madre y trabajó en una compañía de seguros de automóviles. Sus compañeros de trabajo lo describieron como "absolutamente normal", educado y encantador. Ferrándiz cometió todos sus crímenes posteriores durante los fines de semana, en las zonas de fiesta de la ciudad de Castellón y sus alrededores.

## Asesinatos
Sonia Rubio Arrufat, una profesora de inglés de 25 años, fue vista por última vez a las 5:00 de la madrugada del 2 de julio de 1995, saliendo de una discoteca de Benicasim a la que había asistido con amigos. Tenía la intención de caminar el kilómetro de distancia entre la discoteca y el apartamento de sus padres en Benicasim, pero nunca llegó a su destino. Su cuerpo fue encontrado por un automovilista el 20 de noviembre, escondido en unos arbustos espesos cerca de la carretera entre Benicasim y Oropesa del Mar. Estaba medio vestida, con las manos atadas y la boca cubierta con cinta adhesiva. La Guardia Civil española llamó a la investigación del asesinato de Rubio Operación Bola de Cristal.
Al año siguiente, el 14 de septiembre de 1996, Amelia Sandra García Costa, empleada en una fábrica de medias, de 22 años, desapareció. Fue vista por última vez saliendo de la discoteca "Aquí Me Quedo" situada en el polígono los Cipreses de Castellón. Su cuerpo a medio vestir, también con las manos atadas, fue encontrado en un estanque de Onda el 19 de febrero de 1997. Su asesinato fue inmediatamente vinculado al de Rubio debido a las similitudes entre las víctimas y el modus operandi del autor.  
En febrero de 1998, Ferrándiz intentó repetir su ataque de 1989 a otra automovilista, pero la víctima se defendió y pudo escapar. Pudo dar a la policía una descripción completa de su atacante, así como parte de la matrícula de su coche. Con esta información, la Guardia Civil lanzó una operación para vigilar a Ferrándiz. Observaron que visitaba regularmente una zona de Castellón llamada "Los Cipreses", donde había una gran concentración de discotecas y clubes nocturnos, y que mientras estaba allí, actuaba de forma extraña, como si estuviera acechando a diferentes mujeres para identificar a una posible víctima. Se cree que Ferrándiz no conocía personalmente a ninguna de sus víctimas, pero que las observaba durante un largo período antes de atacar. Ferrándiz intentó otro ataque en julio de 1998, cuando desinfló el neumático del coche de una mujer antes de que ésta saliera de un club nocturno cercano. La mujer sufrió un accidente de coche no mortal, pero Ferrándiz no pudo secuestrarla como había previsto. Este incidente fue presenciado por agentes de la Guardia Civil vestidos de civil, que detuvieron a Ferrándiz en su oficina unos días después, el 29 de julio. En un registro paralelo de su casa se encontró el rollo de cinta adhesiva que había utilizado para amordazar a Sonia Rubio, vinculándolo al primer delito.
Ferrándiz admitió inicialmente la violación de dos mujeres, pero negó estar involucrado en ningún asesinato. Fue acusado del secuestro, agresión sexual y asesinato de Rubio. Sin embargo, para el 21 de octubre había admitido haber matado a Rubio, García y a tres prostitutas que ejercían en la zona de Vora Viu y cuyos cadáveres también esqueléticos habían sido encontrados en la orilla de un río cerca de Villarreal a principios de 1996: Natalia Archelos Olaria (24), Mercedes Vélez Ayala (29) y Francisca Salas León (24). Estos tres asesinatos habían sido investigados en relación con los demás, pero no habían sido vinculados con los asesinatos de Rubio o García. Un camionero llamado Claudio Alba fue detenido el 18 de enero de 1997 como sospechoso de haber cometido estos tres asesinatos y encarcelado durante cinco meses, hasta que quedó clara su inocencia y demostrada la culpabilidad de Ferrándiz. 
Varias evaluaciones psiquiátricas de Ferrándiz lo diagnosticaron como un psicópata

## Juicio y sentencia
Los fiscales solicitaron 163 años de prisión con la recomendación de que Ferrándiz no volviera a salir en libertad condicional, y una multa de 200 millones de pesetas para compensar a los familiares de las cinco víctimas. Además, también solicitaron que se nombrara al Estado como responsable secundario por no mantener a Ferrándiz bajo la vigilancia necesaria después de su excarcelación. El 14 de enero de 2000 Ferrándiz fue declarado culpable de cinco cargos de asesinato, uno de intento de asesinato y otro de imprudencia con resultado de lesiones. Ferrándiz fue condenado a 69 años de prisión y a indemnizar a las familias con 130 millones. El Estado fue absuelto
El 22 de julio de 2023, Joaquín Ferrándiz Ventura salió en libertad de la prisión de Herrera de la Mancha, asegurando que no volvería a Castellón por respeto a las familias de sus víctimas y que se trasladaría a vivir al extranjero para no molestar a nadie.

## Adaptación televisiva
Los crímenes de Ferrándiz se adaptaron libremente en un episodio de la tercera temporada de la serie de antología criminal de TVE La huella del crimen, titulado El asesino dentro del círculo en el que el actor Roger Coma interpreta a Joaquín Ferrándiz.
También ha sido adaptado en un programa del canal de televisión valenciano àPunt, llamado "L'hora fosca", en el capítulo "El depredador de Castelló"